# Ellen Hansell
Ellen Forde Hansell Allerdice (Filadelfia, 18 settembre 1869 – Pittsburgh, 11 maggio 1937) è stata una tennista statunitense.

## Carriera
Ha vinto la prima edizione di sempre degli U.S. National Championships nel 1887.
È entrata a far parte della International Tennis Hall of Fame nel 1965.

## Finali del Grande Slam

### Singolare

#### Vinte (1)
| Anno | Torneo             | Avversario in finale | Risultato |
| 1887 | U.S. Championships | Laura Knight         | 6-1, 6-0  |

#### Perse (1)
| Anno | Torneo             | Avversario in finale | Risultato |
| 1888 | U.S. Championships | Bertha Townsend      | 6-3, 6-5  |